# Emma Igelström
Emma Sofie Igelström (Karlshamn, 6 de marzo de 1980) es una deportista sueca que compitió en natación, especialista en el estilo braza.
Ganó cinco medallas en el Campeonato Mundial de Natación en Piscina Corta, en los años 2000 y 2002, cinco medallas en el Campeonato Europeo de Natación, en los años 2000 y 2002, y trece medallas en el Campeonato Europeo de Natación en Piscina Corta entre los años 1999 y 2003.

## Palmarés internacional
| Campeonato Mundial en Piscina Corta | Campeonato Mundial en Piscina Corta | Campeonato Mundial en Piscina Corta | Campeonato Mundial en Piscina Corta |
| Año                                 | Lugar                               | Medalla                             | Prueba                              |
| ----------------------------------- | ----------------------------------- | ----------------------------------- | ----------------------------------- |
| 2000                                | Atenas (Grecia)                     | Medalla de oro                      | 4 × 100 m estilos                   |
| 2002                                | Moscú (Rusia)                       | Medalla de oro                      | 50 m braza                          |
| 2002                                | Moscú (Rusia)                       | Medalla de oro                      | 100 m braza                         |
| 2002                                | Moscú (Rusia)                       | Medalla de oro                      | 4 × 100 m estilos                   |
| 2002                                | Moscú (Rusia)                       | Medalla de plata                    | 200 m braza                         |
| Campeonato Europeo                  |                                     |                                     |                                     |
| Año                                 | Lugar                               | Medalla                             | Prueba                              |
| 2000                                | Helsinki (Finlandia)                | Medalla de oro                      | 4 × 100 m estilos                   |
| 2002                                | Berlín (Alemania)                   | Medalla de oro                      | 50 m braza                          |
| 2002                                | Berlín (Alemania)                   | Medalla de oro                      | 100 m braza                         |
| 2002                                | Berlín (Alemania)                   | Medalla de plata                    | 4 × 100 m estilos                   |
| 2002                                | Berlín (Alemania)                   | Medalla de bronce                   | 200 m braza                         |
| Campeonato Europeo en Piscina Corta |                                     |                                     |                                     |
| Año                                 | Lugar                               | Medalla                             | Prueba                              |
| 1999                                | Lisboa (Portugal)                   | Medalla de oro                      | 4 × 50 m estilos                    |
| 1999                                | Lisboa (Portugal)                   | Medalla de bronce                   | 100 m braza                         |
| 2000                                | Valencia (España)                   | Medalla de oro                      | 50 m braza                          |
| 2000                                | Valencia (España)                   | Medalla de oro                      | 200 m braza                         |
| 2000                                | Valencia (España)                   | Medalla de oro                      | 4 × 50 m estilos                    |
| 2000                                | Valencia (España)                   | Medalla de plata                    | 100 m braza                         |
| 2001                                | Amberes (Bélgica)                   | Medalla de oro                      | 50 m braza                          |
| 2001                                | Amberes (Bélgica)                   | Medalla de oro                      | 4 × 50 m estilos                    |
| 2001                                | Amberes (Bélgica)                   | Medalla de bronce                   | 200 m braza                         |
| 2002                                | Riesa (Alemania)                    | Medalla de oro                      | 50 m braza                          |
| 2002                                | Riesa (Alemania)                    | Medalla de oro                      | 4 × 50 m estilos                    |
| 2003                                | Dublín (Irlanda)                    | Medalla de oro                      | 4 × 50 m estilos                    |
| 2003                                | Dublín (Irlanda)                    | Medalla de plata                    | 50 m braza                          |